# بحيرة بسري
بحيرة بسري، وهي بحيرة صناعية، أقامتها الدولة اللبنانية على مجرى نهر الأولي في المنطقة الفاصلة بين جبل لبنان وجنوب لبنان.
تعتبر بحيرة بسري على نهر الأولي، ثاني أكبر بحيرة في لبنان بعد بحيرة القرعون وهي تغذي بالمياه بركة أنان ثم معملي توليد طاقة الكهربائية.

## المواصفات
إن سد بسري يقع على المجرى الأوسط لنهر الأولي، وقد درست المصلحة الوطنية لنهر الليطاني تنفيذه منذ العام 1977، وفي العام 1984 أنهت الدراسة الأولية للجدوى الاقتصادية. وفي العام 1994 وضعت دراسة الجدوى هذه، وبموجبها يتبين أن سعة تخزين السد تبلغ 128 مليون متر مكعب، يمكن استخدام 105 ملايين منها في السنة لمياه الشفة. وهذه البحيرة ما زالت قيد التنفيذ.